# Seleção Brasileira de Hóquei em Patins Masculino
A Seleção Brasileira de hóquei patins é o time nacional do Brasil, gerido pela Confederação Brasileira de Hóquei e Patinação (CBHP), que representa o Brasil nas competições de Hóquei em Patins organizadas pelo World Skate America - Rink Hockey e pelo World Skate.

## Uniformes

### Uniformes dos jogadores
- Uniforme principal: Camisa amarela com faixa verde, calção azul e meias brancas.
- Uniforme de visitante: Camisa azul com faixa amarela, calção branco e meias azuis.

## Títulos

### Campeonato Mundial B(1)
- 1990

### Copa América(3)
- 1969, 1973 e 1990

### Pan Americanos(1)
- 1983

## Recorde Resultados

### Maiores Vitórias
| Data | Partido | Partido | Partido       |
| ---- | ------- | ------- | ------------- |
| 1985 | Brasil  | 27 - 0  | Uruguai       |
| 1981 | Brasil  | 20 - 2  | Uruguai       |
| 1984 | Brasil  | 18 - 0  | Uruguai       |
| 1970 | Brasil  | 13 - 1  | Japão         |
| 1970 | Brasil  | 12 - 0  | Países Baixos |

### Maiores Derrotas
| Data                | Partido   | Partido | Partido |
| ------------------- | --------- | ------- | ------- |
| 28 de março de 2013 | Portugal  | 16 - 2  | Brasil  |
| 2005                | Espanha   | 13 - 1  | Brasil  |
| 1999                | Espanha   | 11 - 0  | Brasil  |
| 2008                | Argentina | 11 - 0  | Brasil  |

## Elenco Atual
| Brasil            | Brasil           |
| Nome              | Clube            |
| ----------------- | ---------------- |
| Aurelio Rieger    | Sport Recife     |
| Bruno Damascena   | Português Recife |
| Alan Ferez Karam  | Mogiana HC       |
| Jurandyr da Silva | Sertãozinho      |
| Cláudio Filho     | Sandrigo Hockey  |
| Diego Dias        | Noisy le Grande  |
| Kleber Gembre     | Sertãozinho      |
| Andre Raposo      | Campo Ourique    |
| Rodrigo Raposo    | Campo Ourique    |
| Bruno Matos       | Sport Recife     |
| Gonçalo Costa     | Stuart Massamá   |
| Gustavo Oliveira  | HC Paço de Rei   |
| Treinador         | Jordi Tresserras |

## Participações em Competições Internacionais

### Campeonato do Mundo

#### Mundial A/Taça do Mundo
| Ano/Anfitrião | Ano/Anfitrião       | Resultado             | CI.                   | J                     | V                     | E                     | D                     | GM                    | GS                    |
| ------------- | ------------------- | --------------------- | --------------------- | --------------------- | --------------------- | --------------------- | --------------------- | --------------------- | --------------------- |
| 1936          | Estugarda           | Não Participou        | Não Participou        | Não Participou        | Não Participou        | Não Participou        | Não Participou        | Não Participou        | Não Participou        |
| 1939          | Montreux            | Não Participou        | Não Participou        | Não Participou        | Não Participou        | Não Participou        | Não Participou        | Não Participou        | Não Participou        |
| 1947          | Lisboa              | Não Participou        | Não Participou        | Não Participou        | Não Participou        | Não Participou        | Não Participou        | Não Participou        | Não Participou        |
| 1948          | Montreux            | Não Participou        | Não Participou        | Não Participou        | Não Participou        | Não Participou        | Não Participou        | Não Participou        | Não Participou        |
| 1949          | Lisboa              | Não Participou        | Não Participou        | Não Participou        | Não Participou        | Não Participou        | Não Participou        | Não Participou        | Não Participou        |
| 1950          | Milão               | Não Participou        | Não Participou        | Não Participou        | Não Participou        | Não Participou        | Não Participou        | Não Participou        | Não Participou        |
| 1951          | Barcelona           | Não Participou        | Não Participou        | Não Participou        | Não Participou        | Não Participou        | Não Participou        | Não Participou        | Não Participou        |
| 1952          | Porto               | Não Participou        | Não Participou        | Não Participou        | Não Participou        | Não Participou        | Não Participou        | Não Participou        | Não Participou        |
| 1953          | Genebra             | Décimo Lugar          | 10.º                  | 7                     | 1                     | 2                     | 4                     | 12                    | 33                    |
| 1954          | Barcelona           | Não Participou        | Não Participou        | Não Participou        | Não Participou        | Não Participou        | Não Participou        | Não Participou        | Não Participou        |
| 1955          | Milão               | Não Participou        | Não Participou        | Não Participou        | Não Participou        | Não Participou        | Não Participou        | Não Participou        | Não Participou        |
| 1956          | Porto               | Décimo Lugar          | 10.º                  | 10                    | 1                     | 0                     | 9                     | 12                    | 42                    |
| 1958          | Porto               | Não Participou        | Não Participou        | Não Participou        | Não Participou        | Não Participou        | Não Participou        | Não Participou        | Não Participou        |
| 1960          | Madrid              | Não Participou        | Não Participou        | Não Participou        | Não Participou        | Não Participou        | Não Participou        | Não Participou        | Não Participou        |
| 1962          | Santiago            | Nono Lugar            | 9.º                   | 9                     | 1                     | 1                     | 7                     | 21                    | 49                    |
| 1964          | Barcelona           | Não Participou        | Não Participou        | Não Participou        | Não Participou        | Não Participou        | Não Participou        | Não Participou        | Não Participou        |
| 1966          | São Paulo           | Décimo Lugar          | 10.º                  | 9                     | 1                     | 0                     | 8                     | 9                     | 34                    |
| 1968          | Porto               | Não Participou        | Não Participou        | Não Participou        | Não Participou        | Não Participou        | Não Participou        | Não Participou        | Não Participou        |
| 1970          | San Juan            | Quinto Lugar          | 5.º                   | 10                    | 5                     | 1                     | 4                     | 61                    | 41                    |
| 1972          | Corunha             | Não Participou        | Não Participou        | Não Participou        | Não Participou        | Não Participou        | Não Participou        | Não Participou        | Não Participou        |
| 1974          | Lisboa              | Quinto Lugar          | 5.º                   | 11                    | 7                     | 0                     | 4                     | 41                    | 36                    |
| 1976          | Oviedo              | Oitavo Lugar          | 8.º                   | 11                    | 5                     | 0                     | 6                     | 33                    | 32                    |
| 1978          | San Juan            | Sétimo Lugar          | 7.º                   | 11                    | 5                     | 1                     | 5                     | 39                    | 27                    |
| 1980          | Talcahuano          | Quinto Lugar          | 5.º                   | 10                    | 6                     | 1                     | 3                     | 39                    | 27                    |
| 1982          | Barcelos            | Décimo Lugar          | 10.º                  | 15                    | 5                     | 2                     | 8                     | 61                    | 48                    |
| 1984          | Novara              | Sexto Lugar           | 6.º                   | 9                     | 4                     | 0                     | 5                     | 25                    | 26                    |
| 1986          | Sertãozinho         | Sexto Lugar           | 6.º                   | 9                     | 4                     | 2                     | 3                     | 35                    | 37                    |
| 1988          | Corunha             | Nono Lugar            | 9.º                   | 9                     | 2                     | 0                     | 7                     | 21                    | 35                    |
| 1989          | San Juan            | Mundial B             | Mundial B             | Mundial B             | Mundial B             | Mundial B             | Mundial B             | Mundial B             | Mundial B             |
| 1991          | Porto/Braga         | Quarto Lugar          | 4.º                   | 8                     | 3                     | 1                     | 4                     | 25                    | 25                    |
| 1993          | Bassano/Sesto       | Quinto Lugar          | 5.º                   | 8                     | 5                     | 1                     | 2                     | 37                    | 35                    |
| 1995          | Recife              | Quarto Lugar          | 4.º                   | 8                     | 4                     | 0                     | 4                     | 22                    | 26                    |
| 1997          | Wuppertal           | Quinto Lugar          | 5.º                   | 8                     | 4                     | 1                     | 3                     | 35                    | 30                    |
| 1999          | Reus                | Quinto Lugar          | 5.º                   | 8                     | 4                     | 1                     | 3                     | 27                    | 41                    |
| 2001          | San Juan            | Sexto Lugar           | 6.º                   | 6                     | 3                     | 0                     | 3                     | 26                    | 16                    |
| 2003          | Oliveira de Azeméis | Quinto Lugar          | 5.º                   | 6                     | 4                     | 0                     | 2                     | 27                    | 19                    |
| 2005          | San José            | Oitavo Lugar          | 8.º                   | 6                     | 1                     | 1                     | 4                     | 13                    | 33                    |
| 2007          | Montreux            | Sétimo Lugar          | 7.º                   | 6                     | 3                     | 0                     | 3                     | 23                    | 20                    |
| 2009          | Vigo                | Quarto Lugar          | 4.º                   | 6                     | 4                     | 0                     | 2                     | 21                    | 16                    |
| 2011          | San Juan            | Oitavo Lugar          | 8.º                   | 6                     | 3                     | 0                     | 3                     | 35                    | 25                    |
| 2013          | Luanda/Moçâmedes    | Sexto Lugar           | 6.º                   | 6                     | 3                     | 0                     | 3                     | 29                    | 25                    |
| 2015          | La Roche-sur-Yon    | Décimo Primeiro       | 11.º                  | 6                     | 2                     | 0                     | 4                     | 16                    | 24                    |
| 2017          | Nanjing             | Não Participou        | Não Participou        | Não Participou        | Não Participou        | Não Participou        | Não Participou        | Não Participou        | Não Participou        |
| 2019          | Barcelona           | Taça Intercontinental | Taça Intercontinental | Taça Intercontinental | Taça Intercontinental | Taça Intercontinental | Taça Intercontinental | Taça Intercontinental | Taça Intercontinental |

#### Mundial B /Taça Intercontinental
| Ano/Anfitrião | Ano/Anfitrião | Resultado   | CI. | J  | V | E | D | GM | GS |
| ------------- | ------------- | ----------- | --- | -- | - | - | - | -- | -- |
| 1990          | Macau         | Campeão     | 1.º | 10 | 9 | 1 | 0 | 53 | 15 |
| 2019          | Barcelona     | Sexto Lugar | 6.º | 6  | 2 | 0 | 4 | 28 | 33 |

### Campeonato Sul-Americano/Copa América
| Ano/Anfitrião | Ano/Anfitrião | Posição        |
| ------------- | ------------- | -------------- |
| 1954          | São Paulo     | Terceiro Lugar |
| 1956          | Santiago      | Quinto Lugar   |
| 1959          | Montevidéu    | Quarto Lugar   |
| 1963          | Buenos Aires  | Não Participou |
| 1966          | Concepción    | Terceiro Lugar |
| 1967          | Mendoza       | Vice-Campeão   |
| 1969          | Medellín      | Campeão        |
| 1971          | São Paulo     | Terceiro Lugar |
| 1973          | Montevidéu    | Campeão        |
| 1975          | Mar del Plata | Vice-Campeão   |
| 1977          | Santiago      | Vice-Campeão   |
| 1979          | Santos        | Terceiro Lugar |
| 1981          | Maldonado     | Vice-Campeão   |
| 1984          | San Juan      | Vice-Campeão   |
| 1985          | Santiago      | Terceiro Lugar |
| 1987          | Sertãozinho   | Vice-Campeão   |
| 1990          | Três Arroios  | Campeão        |
| 2004          | Viña del Mar  | Terceiro Lugar |
| 2007          | Recife        | Terceiro Lugar |
| 2008          | Buenos Aires  | Quarto Lugar   |
| 2010          | Vic           | Terceiro Lugar |

### Jogos Pan-Americanos
| Ano/Anfitrião | Ano/Anfitrião | Posição        |
| ------------- | ------------- | -------------- |
| 1979          | San Juan      | Vice-Campeão   |
| 1983          | Sertãozinho   | Campeão        |
| 1987          | Indianápolis  | Terceiro Lugar |
| 1991          | Havana        | Vice-Campeão   |
| 1993          | Havana        | Terceiro Lugar |
| 1995          | Mar del Plata | Vice-Campeão   |
| 2005          | Mar del Plata | Não Participou |
| 2011          | Rosário       | Não Participou |
| 2018          | Bogotá        | Quarto Lugar   |

### Torneio de Montreux
| Ano/Anfitrião | Ano/Anfitrião | Posição  |
| ------------- | ------------- | -------- |
| 2013          | Montreux      | 6º Lugar |